# Super Six World Boxing Classic
Super Six World Boxing Classic — профессиональный боксёрский турнир 2009—2011 годов, организованный в суперсреднем весе (до 76,2 килограмма) телеканалом «Showtime» в содружестве с «Sauerland Event». 17 декабря 2011 года Андре Уорд победил в финальном бою Карла Фроча и объединил в своих руках чемпионские пояса по версиям WBC и WBA.

## История
К 2009 году американский кабельный телеканал «Showtime» владел правами на показ боёв сильнейших боксёров в весе до 76,2 кг. Чемпионских титулов существует немало, и зрительский интерес даже к чемпионским боям был невелик. С помощью немецкой промоутерской компании Вилфрида Зауэрланда телеканал собрал 6 сильнейший боксёров веса (кроме чемпиона мира по версии IBF Лучиана Буте, имевшего контракт с телеканалом HBO), которых свёл в один турнир. Этими боксёрами стали: Артур Абрахам, Андре Диррелл, Миккел Кесслер (чемпион мира по версии WBA), Джермен Тейлор, Андре Уорд и Карл Фроч (чемпион мира по версии WBC). По правилам турнира полуфиналы и финал должны были состоятся в США. На первой стадии соревнования каждый боксёр должен был трижды встретиться с разными соперниками, за удачный исход боя атлет получал очки: 3 очка за победу нокаутом, 2 очка за победу решением судей и 1 очко за ничью. После всех боёв боксёры формировали таблицу согласно набранным очкам. Занявшие 5-е и 6-е выбыли из турнира, остальные сводились в полуфиналы: лидер таблицы встречался с 4-м, 2-й — с 3-м. Победители полуфиналов встречаются в решающем бою. Каждый бой длится 12 раундов, действующий чемпион мира также выставляет на кон боя свой пояс.
Бои группового этапа были объединены по турам. Первые 2 боя турнира состоялись 17 октября 2009 года. В Берлине Абрахам нокаутировал Тейлора, который из-за полученных тяжёлых повреждений вскоре отказался от участия в турнире. Фроч также дома одержал победу раздельным решением судей над Диррелом. В ноябре Кесслер поехал в Америку, где потерял титул чемпиона по версии WBA. В 11-м раунде боя с Уордом датчанин получил сильное рассечение после столкновения головами, бой был остановлен, а по судейским оценкам вёл американец. Второй тур начался в марте 2010 года, когда Диррел в Детройте принимал Абрахама. Диррел выигрывал бой, когда в 11-м раунде армянский немец нокаутировал упавшего на скользкий пол соперника и сразу был дисквалифицирован. Через месяц Кесслер на родине нанёс поражение прежде небитому Фрочу. Кесслер был немного лучше, и судьи единогласным решением позволили ему стать чемпионом по версии WBC. В августе датчанин объявил, что повреждение глаза в бою с Уордом оказалось слишком серьёзным, и он снимается с турнира. Сам же Уорд в июне встретился с Алленом Грином, заменившем в турнире Тейлора. Размен получился неравноценным, Уорд избивал соперника все 36 минут. В ноябре Грин потерпел ещё одно поражение, когда был отправлен в нокаут вызванным на замену Кесслеру ветераном Гленом Джонсоном. Кесслер владел чемпионским поясом по версии WBC, и после выхода из турнира эта организация объявила чемпионство вакантным, а датчанина — «почётным чемпионом», который после возвращения на ринг получит право на бой с действующим чемпионом. Вакантный титул должны были «разыграть» Уорд и Диррел, однако последний в октябре снялся с турнира, назвав причиной неврологические повреждения, Уорду была засчитана техническая победа. Тогда WBC решил отдать титул победителю матча Фроча и Абрахама в Хельсинки. Англичанин уверенно доминировал весь бой, что подтвердили судьи. В тот же день Уорд встретился с камерунцем Сакио Бика, но этот бой был объявлен нетурнирным. Нокаутировать африканца практически невозможно, но Уорд уверенно доминировал весь бой и защитил титул чемпиона по версии WBA.
После этих боёв групповой этап завершился, из пяти оставшихся в турнире бойцов лишним оказался Грин. Шедший без поражений Уорд, проведший все поединки в родном Окленде, весной 2011 года должен был встретится с Абрахамом, а Фроч — с проведшим всего один бой Джонсоном. 12 февраля Абрахам провёл бой вне турнира против хорвата Степана Божича. Во втором раунде Божич при ударе в плечо соперника сломал руку, что принесло ему поражение техническим нокаутом. 14 мая в бою против Уорда Абрахам неплохо смотрелся в первых раундах, но затем заметно сдал, и судьи отдали победу американцу с большим преимуществом. Через 3 недели состоялся второй полуфинал. Действовавший вторым номером Форч выглядел немного предпочтительнее Джонсона, и двое судей отдали ему победу. 17 декабря в Атлантик-Сити британец встретился в решающем поединке с Уордом. В малозрелищном бою американец смотрелся лучше, и победил единогласным решением судей.

## Групповой этап

### Первый тур
| Дата            | Победитель    | Результат                     | Проигравший    | Город             | Титул                                           |
| 17 октября 2009 | Артур Абрахам | Нокаут (12) 2:54              | Джермен Тейлор | Берлин, Германия  | нет                                             |
| 17 октября 2009 | Карл Фроч     | Раздельное решение            | Андре Диррелл  | Ноттингем, Англия | Фроч защитил титул чемпиона мира по версии WBC  |
| 21 ноября 2009  | Андре Уорд    | Техническое решение (11) 1:42 | Миккел Кесслер | Окленд, США       | Уорд завоевал титул чемпиона мира по версии WBA |

### Второй тур
| Дата           | Победитель     | Результат                 | Проигравший   | Город          | Титул                                              |
| 27 марта 2010  | Андре Диррелл  | Дисквалификация (11) 1:13 | Артур Абрахам | Детройт, США   | нет                                                |
| 24 апреля 2010 | Миккел Кесслер | Единогласное решение      | Карл Фроч     | Хернинг, Дания | Кесслер завоевал титул чемпиона мира по версии WBC |
| 19 июня 2010   | Андре Уорд     | Единогласное решение      | Аллен Грин    | Окленд, США    | Уорд защитил титул чемпиона мира по версии WBA     |

### Третий тур
| Дата           | Победитель   | Результат            | Проигравший   | Город                | Титул                                                     |
| 6 ноября 2010  | Глен Джонсон | Нокаут (8) 0:36      | Аллен Грин    | Лас-Вегас, США       | нет                                                       |
| 27 ноября 2010 | Карл Фроч    | Единогласное решение | Артур Абрахам | Хельсинки, Финляндия | Фроч завоевал вакантный титул чемпиона мира по версии WBC |

### Бои вне турнира
| Дата            | Победитель    | Результат            | Проигравший  | Город                         | Титул                                          |
| 27 ноября 2010  | Андре Уорд    | Единогласное решение | Сакио Бика   | Окленд, США                   | Уорд защитил титул чемпиона мира по версии WBA |
| 12 февраля 2011 | Артур Абрахам | Технический нокаут   | Степан Божич | Мюльхайм-ан-дер-Рур, Германия | нет                                            |

### Итоговая таблица
| № | Боксёр         | Бои   | Победы | Поражения | Ничьи | Нокауты | Очки | Завоёвано титулов | Потеряно титулов | Титул по окончании группового этапа |
| - | -------------- | ----- | ------ | --------- | ----- | ------- | ---- | ----------------- | ---------------- | ----------------------------------- |
| 1 | Андре Уорд     | 2 (3) | 2 (3)  | 0         | 0     | 0       | 6    | 1                 | 0                | WBA                                 |
| 2 | Карл Фроч      | 3     | 2      | 1         | 0     | 0       | 4    | 1                 | 1                | WBC                                 |
| 3 | Глен Джонсон   | 1     | 1      | 0         | 0     | 1       | 3    | 0                 | 0                | --                                  |
| 4 | Артур Абрахам  | 3     | 1      | 2         | 0     | 1       | 3    | 0                 | 0                | --                                  |
| 5 | Аллен Грин     | 2     | 0      | 2         | 0     | 0       | 0    | 0                 | 0                | --                                  |
| - | Миккел Кесслер | 2     | 1      | 1         | 0     | 0       | 2    | 1                 | 1 (2)            | --                                  |
| - | Андре Диррелл  | 2     | 1      | 1         | 0     | 0       | 2    | 0                 | 0                | --                                  |
| - | Джермен Тейлор | 1     | 0      | 1         | 0     | 0       | 0    | 0                 | 0                | --                                  |

## Плей-офф

### Полуфиналы
| Дата        | Победитель | Результат            | Проигравший   | Город                    | Титул                                          |
| 14 мая 2011 | Андре Уорд | Единогласное решение | Артур Абрахам | Карсон (Калифорния), США | Уорд защитил титул чемпиона мира по версии WBA |
| 4 июня 2011 | Карл Фроч  | Решение большинства  | Глен Джонсон  | Атлантик-Сити, США       | Фроч защитил титул чемпиона мира по версии WBC |

### Финал
| Дата            | Победитель | Результат            | Проигравший | Город              | Титул                                                                         |
| 17 декабря 2011 | Андре Уорд | Единогласное решение | Карл Фроч   | Атлантик-Сити, США | Уорд защитил титул чемпиона мира по версии WBA и завоевал титул по версии WBC |